# Zona 31
Zona 31 fue un canal de televisión abierta y Streaming que emitía desde el partido de General San Martín, en la provincia de Buenos Aires.

## Historia
La emisora inició sus emisiones regulares en marzo de 2006 y cesó las mismas en el mes de diciembre del 2012.

## Temática
Su eslogan era: "Una televisión diferente" y se podía sintonizar en todo el perímetro de Capital Federal y Gran Buenos Aires a través del canal 31 de UHF analógico.
Sus programas más destacados eran Cine del Lunes, Vivir al Top y Sala 31.

## Eslóganes
- 2006-2012: Una televisión diferente

## Programación
- Toma 1 Cortos (Dedicado a los mejores cortometrajes)
- VIP Magazine (Variedades)
- Hacemos Comentarios (Política y Sociedad)
- La magia de Gladys Trincado (Astrología y Tarot)
- Cuestiones y Contrapunto (Política y Sociedad)
- El Tango es el Tango (Dedicado a este género)
- Perspectiva Bonaerense (Política y Sociedad)
- Aciertos y errores (Política y Sociedad)
- Integrándonos TV (Capacidades Diferentes)
- Ilusiones de Primera (Fútbol)
- Verde Esperanza (Política y Sociedad)
- El Club de las Bailantas (Musical)
- El Ángel del Amor (Musical)
- 4 Ruedas (Automovilismo)
- STOP a la Destrucción del Mundo (Sociedad)
- Todo al Toque (Espectáculos)
- Sin Antifaz (Política y sociedad)
- 33 RPM (Musical)
- Senior TV (Fútbol)
- 4 x 4 Aventura (Turismo y Aventura)
- Eco-Reino (Sociedad)
- Dominio Digital (Tecnología)
- Las motos y su gente (Motociclismo)
- Patagonia y Destinos (Turismo)
- El Mundo de los Trenes (Documental)